# Веллі-В'ю (Техас)
Веллі-В'ю (англ. Valley View) — місто (англ. city) в США, в окрузі Кук штату Техас. Населення — 737 осіб (2020).

## Географія
Веллі-В'ю розташоване за координатами 33°29′40″ пн. ш. 97°9′10″ зх. д. / 33.49444° пн. ш. 97.15278° зх. д. (33.494387, -97.152641).  За даними Бюро перепису населення США в 2010 році місто мало площу 9,17 км², з яких 9,16 км² — суходіл та 0,01 км² — водойми.

## Демографія
Згідно з переписом 2010 року, у місті мешкало 757 осіб у 285 домогосподарствах у складі 208 родин. Густота населення становила 83 особи/км².  Було 314 помешкання (34/км²).
Расовий склад населення:
| - 94,5 % — білих - 1,3 % — корінних американців - 0,3 % — чорних або афроамериканців - 0,1 % — азіатів - 2,6 % — осіб інших рас |

До двох чи більше рас належало 1,2 %. Частка іспаномовних становила 5,7 % від усіх жителів.
За віковим діапазоном населення розподілялося таким чином: 28,3 % — особи молодші 18 років, 60,5 % — особи у віці 18—64 років, 11,2 % — особи у віці 65 років та старші. Медіана віку мешканця становила 35,2 року. На 100 осіб жіночої статі у місті припадало 92,1 чоловіків;  на 100 жінок у віці від 18 років та старших — 93,2 чоловіків також старших 18 років.
Середній дохід на одне домашнє господарство  становив 74 407 доларів США (медіана — 68 289), а середній дохід на одну сім'ю — 81 502 долари (медіана — 69 671). Медіана доходів становила 47 031 долар для чоловіків та 36 087 доларів для жінок. За межею бідності перебувало 3,4 % осіб, у тому числі 0,0 % дітей у віці до 18 років та 0,0 % осіб у віці 65 років та старших.
Цивільне працевлаштоване населення становило 486 осіб. Основні галузі зайнятості: освіта, охорона здоров'я та соціальна допомога — 26,1 %, виробництво — 23,0 %, транспорт — 11,5 %, мистецтво, розваги та відпочинок — 8,2 %.